# Adîb Al-Dâyikh
Adîb Al-Dâyikh, né en 1938 à Alep en Syrie et décédé en 2001, est un chanteur traditionnel syrien.
Il est le fils de Cheikh Mohammed, grand maître des munshids de la Al Tawba d'Alep, et a lui-même reçu la formation de récitant et de chanteur. Il est profondément ancré dans la tradition mystique du soufisme.
Il connaît le succès dès les années 1960, avec sa voix haut perchée interprétant des ghazals à double sens (profane et mystique).
Il a participé à l’Ensemble Al-Kindî.

## Discographie
- Poèmes d'amour au Bîmâristân d’Alep (1995, I et II)
- Syrie (1995)